# Avstrijska vzhodnoindijska družba
Avstrijska vzhodnoindijska družba (nemško Österreichische Ostindien-Kompanie) je splošni izraz, ki se nanaša na vrsto avstrijskih trgovskih podjetij s sedežem v Ostendeju in Trstu. Cesarska azijska družba iz Trsta in Antwerpna (francosko Société impériale asiatique de Trieste et Anvers) in Azijska družba iz Trsta  ali Tržaška družba ( Société asiatique de Trieste ) je ustanovil Viljem Bolts leta 1775 in je prenehala delovati leta 1785.

## Ustanovitev podjetja
Leta 1775 je takrat 37-letni britanski trgovec nizozemskega rodu Viljem Bolts ponudil svoje usluge vladi habsburške monarhije cesarice Marije Terezije in podal predlog za vzpostavitev avstrijske trgovine z Indijo pod oblastjo Kompanije iz jadranskega pristanišča Trst, današnja Italija. Njegov predlog je bil sprejet.

### Potovanje ladjeJoseph und Teresia,1776–81
24. septembra 1776 je Bolts odplul iz Livorna v dominiju Leopolda II. Habsburško-Lotarinškega, velikega vojvode Toskane, mlajšega sina cesarice, v Indijo kot poveljnik ladje pod zastavo Svetega rimskega cesarstva, ladje nekdanjega Indijca grofa Lincolna, preimenovane v Giuseppe e Teresa (imenovan tudi Joseph et Thérèse ali Joseph und Theresia ). S seboj je vzel desetletno listino, ki mu je dovoljevala trgovati pod cesarskimi barvami med avstrijskimi jadranskimi pristanišči in Perzijo, Indijo, Kitajsko in Afriko ter od Afrike in Madagaskarja do Amerike. To podjetje je zahtevalo znaten kapital, ki ga je Bolts iskal na avstrijskem Nizozemskem (danes Belgija), in privabil je bankirja iz Antwerpna Charlesa Prolija in njegova partnerja, bankirja I.C.I. Borrikensa in D. Nagela.

### Kolonizacija zaliva Delagoa
V naslednjih nekaj letih je Bolts ustanovil tovarne na Malabarski obali v Indiji, na jugovzhodni afriški obali v zalivu Delagoa v sodobnem Mozambiku in na Nikobarskih otokih. 
Njegov cilj pri ustanovitvi tovarne v zalivu Delagoa je bil, da jo uporabi kot bazo za trgovino med vzhodno Afriko in pristanišči na zahodni obali Indije.  Leta 1779 je njegova ladja "Joseph und Theresia" oziroma Avstrijske vzhodnoindijske družbe pristala v zalivu in avstrijci so zgradili utrdbi Sv. Joseph in Sv. Marija. Naslednjega leta je bila pod vodstvom Viljema Viljema Bolts postavljena trgovska postojanka in tovarna v zalivu Delagoa. Tovarna, kjer je delalo 155 moških in številne ženske, se je ukvarjala s trgovino s slonovo kostjo, in je dosegla letni promet v vrednosti 75,000 funtov dokler niso tovarne zaprli Portugalci leta 1781. Bolts je nabavil tri ladje za izvajanje te "državne" trgovine, kot se je imenovala trgovina Evropejcev med Indijo in drugimi neevropskimi destinacijami. Med svojim potovanjem je v Rio de Janeiru dobil brazilske hrošče košenilje in jih prepeljal v zaliv Delagoa, s čimer je bil pred vnosom te žuželke v Bengalijo za izdelavo škrlatnih barvil in karmina. Cesarska zastava ni dolgo plapolala nad zalivom Delagoa, saj so zaskrbljene portugalske oblasti, ki so trdile, da je kraj njihov, poslale fregato s 40 topovi in 500 mož iz Goe aprila 1781, da odstranijo Boltsove može in ustanovijo predsedstvo Lourença Marques ( Maputo ), ki je tam vzpostavil stalno portugalsko prisotnost.

### Dejavnosti v Indiji, 1776–81
Ko je izvedela za Boltsov podvig, je britanska vzhodnoindijska družba (EIC) naročila svojim častnikom v Bengaliji, Madrasu in Bombaju, naj »izkoristijo najbolj učinkovita sredstva, ki so lahko povsem upravičena, da bi se zoperstavili in ga porazili«.
Kljub temu je leta 1774 EIC odstopila Banki Bazaar na reki Hugli, gorvodno od Kalkute,Družbi Ostend ali avstrijski vzhodnoindijski družbi. To je bilo leta 1794 še vedno v avstrijskih rokah, vendar so ga Britanci sčasoma prevzeli, verjetno kmalu zatem.
Bolts je v celoti izkoristil nevtralni status Avstrije v vojni med Britanijo in Francijo, Španijo in Nizozemsko (1778–1783), ki je bila del boja za ameriško neodvisnost. Ponavljajoča se sovražna dejanja podjetja proti Boltsu v Indiji so bila predmet nujnih zastopanj s strani avstrijskega veleposlanika v Londonu, kar je povzročilo, da je januarja 1782 sodišče direktorjev poslalo navodila v Indijo, ki je njihovim uradnikom v Indiji naročilo, naj ne storijo žalitvenih dejanj "kateremu koli subjektu njenega cesarskega veličanstva".
Čeprav se je Bolt ob prvem prihodu v Indijo, v Surat, soočil z zidom nasprotovanja, ki ga je postavila Vzhodnoindijska družba, se je kmalu predstavil Hyderju Aliju, Nawabu iz Mysoreja in najmočnejšemu nasprotniku Angležev v Indiji. Obiskal je Nawaba v njegovi prestolnici Seringapatamu, kjer je dobil dovoljenje za ustanovitev trgovskih tovarn v dominionih Nawabske obale Malabarja v Mangaloreju, Karwarju in Baliapatamu.

### Kolonizacija Nikobarskih otokov
Medtem ko je bil Bolts sam v Seringapatamu, je ladjo Joseph in Theresia poslal na Nikobarske otoke, kamor je prispela junija 1778. Tam se je njen kapitan Bennet polastil 12. julija. Otoki so bili središče krščanskih misijonarjev moravskih bratov, ki so jih občasno obiskovali iz danske baze na indijski celini v Tranquebarju. Zaradi Boltsove akcije je podjetje Cesarsko podjetje na otoku Nancowery ustanovilo trgovsko tovarno, ki jo je vodil Gottfried Stahl, ki ga je spremljalo še pet Evropejcev. Danske oblasti so ostro protestirale proti Boltsovemu dejanju pri prevzemu Nikobarov in leta 1783 poslale vojaško ladjo, da odstrani Avstrijce.

### Spor med Boltsem in Prolijem
Kljub njegovim številnim dosežkom od leta 1776 je Boltsov podvig na splošno povzročil izgubo, na žalost njegovih belgijskih finančnih podpornikov, Charlesa Prolija in njegovih partnerjev. Proli se tudi ni strinjal z Boltsom glede pomena kitajskega trga: Proli se je želel osredotočiti izključno na ta trg, medtem ko je Bolts zahteval enak pomen Indije, saj bi se lahko tam prodajali avstrijski proizvodi, kot so živo srebro, svinec, baker, železo, kositer in vitriol, v nasprotju s Kitajsko, kjer so v zameno za kitajske izdelke, kot so čaj, porcelan in svila, sprejemali le španske srebrne dolarje. Medtem ko je bil Bolts še v Indiji, je skupina Proli poslala dve ladji, Ville de Vienne na Mavricij in Prince Kaunitz na Kitajsko, ne da bi ga obvestila. V nevednosti glede Boltsovega nakupa ladje, ki jo je imenoval Prince Kaunitz, je skupina Proli neodvisno od njega na Kitajsko poslala drugo ladjo z istim imenom.
To dejanje je pomenilo kršitev pogodbe Prolija z njim. Proli ni hotel spoštovati računov, ki jih je Bolts predložil na njihovo banko, medtem ko je bil v Indiji. Zaprosili so cesarsko vlado, da se listina Boltsa prenese izključno nanje. Skupina Proli je tudi zasegla Joseph et Therese kot varnost, ko se je ladja vrnila v Leghorn. Na avdienci pri cesarju Jožefu II. v Bruslju 28. julija 1781 sta se Bolt in Proli strinjala s preoblikovanjem njunega združenja v delniško družbo, avgusta pa je Bolts predal svoje listine novi cesarski družbi iz Trsta in Antwerpna za trgovino v Aziji (Société Impériale pour le Commerce Asiatique de Trieste et d'Anvers). Družba naj bi poslala šest ladij na Kitajsko in v Indijo, dve v vzhodno Afriko in na Mavricij ter tri za lov na južne kite.

## Cesarska družba v Trstu in Antwerpnu
Cesarska družba v Trstu in Antwerpnu je bila odprta za javni vpis avgusta 1781, da bi zbrala nominalno polovico svojega kapitala v tisoč delnicah. Družba je bila namreč močno podkapitalizirana, saj je bilo preostalih tisoč delnic skupine Proli in Bolts poplačanih z nominalno vrednostjo premoženja nekdanjega društva. Boltsovo vrednotenje teh sredstev je bilo sprejeto po nominalni vrednosti, vendar je bilo to fiktivno vrednotenje in dejansko je novo podjetje podedovalo dolgove starega združenja. Posledično je trpela zaradi kroničnega pomanjkanja denarja in se je morala zateči h kratkoročnim posojilom in obveznicam (za katere so bile zavarovanje same ladje) s premijo od 30 do 35 odstotkov.
Pod temi pogoji je moralo biti vsako potovanje uspešno, da je družba ostala uspešna. Tudi v skladu s pogoji pogodbe o ustanovitvi novega podjetja je Bolts odstopil svoj čarter svojim belgijskim partnerjem v zameno za posojilo 200.000 florinov (to je njegovih 200 delnic v podjetju) in pravico do pošiljanja dveh ladij na svoj račun na Kitajsko.
Cesarska azijatska družba pod vodstvom skupine Proli se je osredotočila na kitajsko trgovino s čajem. V letih 1781, 1782 in 1783 je cena čaja v Evropi, zlasti v Angliji, narasla do nezaslišanih ravni. Leta 1781 in 1782 se, zaradi ameriške vojne, v Guangzhouju (takrat romaniziran kot "Kanton") ni pojavila nobena nizozemska ali francoska ladja, leta 1782 pa je tja pristalo le enajst angleških, tri danske in dve švedski ladji. Samo štiri od trinajstih angleških ladij so se leta 1783 varno vrnile zaradi aktivnosti francoske mornarice. V poskusu, da bi izkoristili priložnost za dober dobiček, je skupina Proli v Canton poslala pet ladij: Croate, Kollowrath, Zinzendorff, Archiduc Maximilien in Autrichien.
Vendar je bila priložnost zamujena, saj so s podpisom premirja januarja 1783 nekdanje vojskujoče se strani lahko varno poslale svoje ladje v Canton, poleti 1783 pa je bilo tam skupaj osemintrideset ladij, vključno s petimi Cesarskimi plovili. Čaj so morali kupovati po visoki ceni, in ko so se julija 1784 vrnili v Ostende, so ga morali prodajati po nizki ceni na prenasičenem trgu, pa tudi za dovoljenje za vrnitev v to pristanišče so morali plačati. Cena čaja v Ostendeju je padla, ko je britanska vlada leta 1784 uvedla zakon o zamenjavi čaja, ki je znižal davek na čaj s petdeset na deset odstotkov in naredil tihotapljenje iz Nizozemske nerentabilno. Cena čaja v Evropi je nenadoma padla s 30 do 33 francoskih solov na 11 do 14 solov ali okoli šestdeset odstotkov. Katastrofalno je šesta ladja, Belgioioso, ki je prevažala veliko količino srebra za nakup kitajskega blaga, potonila v neurju v Irskem morju kmalu po izplutju iz Liverpoola, kjer se je opremila za potovanje v Canton. 
Ne glede na naraščajoče izgube, dolgove in obveznosti je družba investirala v drugo ladjo, Kaiserliche Adler ali Aigle Impériale [Cesarski orel ], velikanko s 1100 tonami, ki so jo posebej za družbo zgradile ladjedelnice na Reki in je bila splovljena marca 1784, s čimer je flota družbe skupaj dosegla število devet plovil. Zadeve so prišle do vrha januarja 1785, ko je družba ustavila vsa plačila, kmalu zatem pa je bila razglašen stečaju, s čimer je propadla tudi bančna hiša Proli. Medtem ko nekateri avtorji trdijo, da je Charles Proli posledično storil samomor, je to dejstvo sporno, saj je bil Proli pokopan v posvečeni zemlji na nekdanjem pokopališču sv. Gudule. Članek v dublinskem tisku z dne 25. maja 1786 je zabeležil prodajo ladij razpuščenega podjetja, Zinderdorf [sic], Kollowrath, Kaunitz, Maximilian in Austrian, "skupaj z njihovo celotno opremo, orožjem, trgovinami itd." in opazil: "Uničenje tega podjetja, kot tudi več drugih v Evropi, je v veliki meri posledica davka na čaj v Angliji in prednosti, ki jih ozemeljska posest daje v korist britanskega podjetja." 

## Ostenderji
Cesarska družba iz Trsta in Antwerpna je cvetela kljub nasprotovanju svojih tekmecev, angleške in nizozemske vzhodnoindijske družbe, v obdobju, ko se je Velika Britanija znašla v vojni z Nizozemsko in Francijo kot razvoj ameriške osamosvojitvene vojne. Cesarska družba je imela koristi od nevtralnosti Avstrije med tem spopadom, saj je lahko poslala svoje ladje v Kanton, medtem ko je bilo njenim konkurenčnim podjetjem to preprečeno. Ko se je vojna končala, so se nizozemske in angleške družbe naglo vrnile v Kanton, kar je dvignilo cene kitajskega čaja in drugega blaga tam ter povzročilo prenasičenost z njimi, ko so se ladje vrnile v Evropo. 
Trgovino iz Avstrijske Nizozemske v Indijo, ki sta jo znova začela Bolts in Cesarska vzhodnoindijska družba, je po propadu te družbe februarja 1785 nadaljevala skupina belgijskih in angleških trgovcev, ki jih je vodil Vicomte Edouard de Walckiers, čigar družina je igrala vlogo v zgodbi o Ostendski družbi, ki je v začetku osemnajstega stoletja trgovala z Indijo in ki je bila skupaj z marsejskim bankirjem Kickom eden največjih delničarjev Cesarske družbe.
Britanske trgovce so zastopali predvsem bruseljski bankirji Charles Herries & Co. S to skupino je bilo očitno povezano tudi podjetje Viljema Boltsa, imenovano Société Triestine à Trieste. Od leta 1787 je to združenje poslalo več ladij v Indijo iz Ostendeja, prva med njimi je bila St. Joseph. V naslednjih letih so ladje Concordia, Prudencia, Belgioioso, Ville de Vienne, Henriette in Comtesse de Trautmannsdorff odplule v Indijo. Ta potovanja so bila opravljena izključno v Indijo, saj so Kitajci prepovedali trgovanje s cesarsko zastavo, dokler niso bili poravnani dolgovi, ki jih je cesarska družba imela v Kantonu, vključno z 12-odstotnimi letnimi obrestmi. Ker Walckiers in njegovi sodelavci niso želeli sodelovati v tej zadevi, je Kitajska ostala zaprta za njihovo trgovino, medtem ko sta Indija in Mavricij ostala cilj približno ducata ladij, dokler francoske revolucionarne vojne sredi leta 1790 niso končale teh podjetij. 

## Poglej tudi
- Seznam trgovskih podjetij

## Dodatni viri
- Fulvio Babudieri, Trieste e gli Interessi austriaci in Asia nei Secoli XVIII e XIX, Padova, CEDAM, 1966.
- Sven H. Carlson, Trgovina in odvisnost, Uppsala, Acta Universitatis Upsalensis, 1984, Studia Historica Upsalensis, št. 138.
- John Everaert, "Willem Bolts: Indija ponovno pridobljena in izgubljena: Indijci, cesarske tovarne in podeželska trgovina (1775–1785)", v KS Mathew (ur. ), Pomorščaki, trgovci in oceani: študije pomorske zgodovine, New Delhi, Manohar, 1995, str. 363–369.
- Holden Furber, »Po sledeh nemškega 'naboba': William Bolts v švedskih arhivih«, Indijski arhivi, vol.12, št.1–2, januar–december 1958; ponatisnjeno v Holden Furber, Private Fortunes and Company Profits in the India Trade in the 18th Century, uredili Rosane Rocher, Aldershot in Brookfield, Variorum, 1997, Variorum Collected Studies CS569).
- Barry M. Gough in Robert J. King, »William Bolts: An Eighteenth Century Merchant Adventurer«, Arhivi: Journal of the British Records Association, vol.xxxi, št. 112, april 2005, str. 8–28. NL Hallward, William Bolts, nizozemski pustolovec pod vodstvom John Company, Cambridge University Press, 1920.
- Helma Houtman-De Smedt, »Ambicije avstrijskega imperija v zvezi z vzhodno Indijo v zadnji četrtini osemnajstega stoletja«, Chaudhury Sushil (ur. ), Merchants, Companies and Trade: Europe and Asia in the Early Modern Era, Cambridge, Cambridge University Press, 1999, str. 232-3.
- Helga Hühnel, Botanische Sammelreise nach Amerika in 18. Jahrhundert", Franz Wawrik et al (ur. ), Die Neue Welt: Oesterreich und die Erforschung Amerikas, Wien, Oesterreichische Nationalbibliothek, 1992.
- Robert J. King, " William Bolts and the Austrian Origins of the Lapérouse Expedition ", Terrae Incognitae, vol.40, 2008, str. 1–28.
- Robert J. King, " Heinrich Zimmermann in predlagano potovanje ladje KKS Cobenzell na severozahodno obalo v letih 1782–1783 ", The Northern Mariner, vol.21, št.3, julij 2011, str. 235–262.
- Alexandre Lobato, Os Austriácos em Lourenço Marques, Maputo, Imprensa de Universidade Eduardo Mondlane, 2000.
- L. Michielsen, ”De kompagnie van Triëste en Fiume (1750–1800)”, Bijdragen tot de Geschiedenis (Brabant), t.27,1936, str. 70–91, 181–233.
- Franz von Pollack-Parnau, "Eine österreich-ostindische Handelskompanie, 1775–1785: Beitrag zur österreichische Wirtschaftsgeschichte unter Maria Theresia und Joseph II", Vierteljahrsschrift für Sozial- und Wirtschaftsgesichte, Beiheft 12, Stuttgart, 1927.
- Michal Wanner, » Cesarska azijska družba v Trstu – zadnji poskus habsburške monarhije, da prodre v vzhodnoindijsko trgovino, 1781–1785 «, 5. mednarodni kongres pomorske zgodovine, Royal Naval College, Greenwich, 23.–27. junij 2008.

Predloga:Former Austrian colonies